# Sucha Kamienica
Sucha Kamienica (deutsch Dürr Kamitz, 1936–1945 Dürnstein) ist eine Ortschaft der Landgemeinde Głuchołazy (Ziegenhals) in Polen. Sie liegt im Powiat Nyski (Kreis Neisse) in der Woiwodschaft Oppeln.

## Geographie

### Geographische Lage
Das Straßendorf Sucha Kamienica liegt im Südwesten der historischen Region Oberschlesien. Der Ort liegt etwa zehn Kilometer nördlich des Gemeindesitzes Głuchołazy (Ziegenhals), etwa 14 Kilometer südlich der Kreisstadt Nysa und etwa 67 Kilometer südwestlich der Woiwodschaftshauptstadt Opole.
Der Ort liegt in der Nizina Śląska  (Schlesische Tiefebene) innerhalb der Płaskowyż Głubczycki (Leobschützer Lößhügelland). Sucha Kamienica liegt am Suski potok.

### Nachbarorte
Nachbarorte von Sucha Kamienica sind im Westen Polski Świętów (Alt Wette), im Osten Stary Las (Altewalde) und im Südwesten Nowy Świętów (Deutsch Wette).

## Geschichte

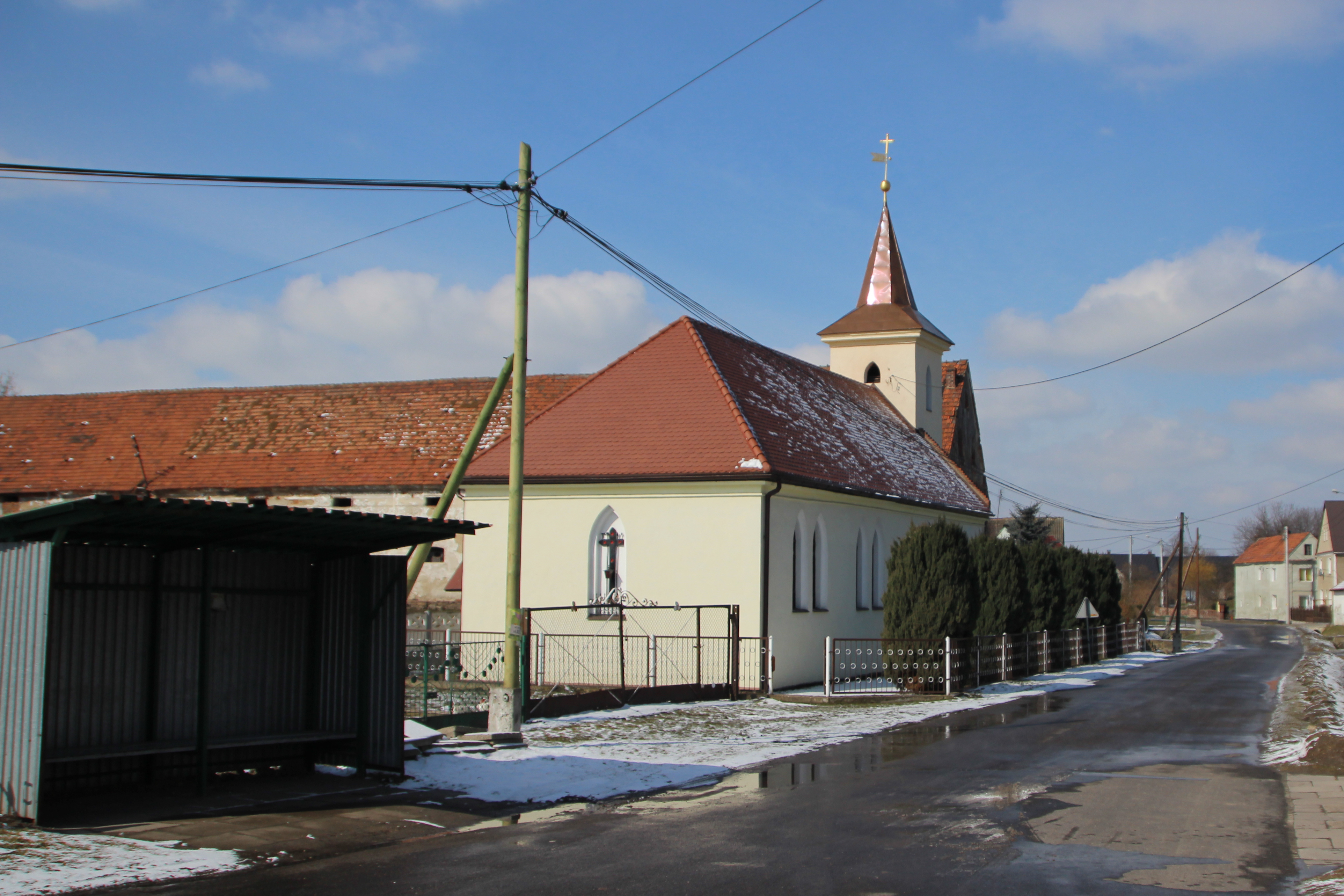
Maria-Rosenkranzkönigin-Kirche

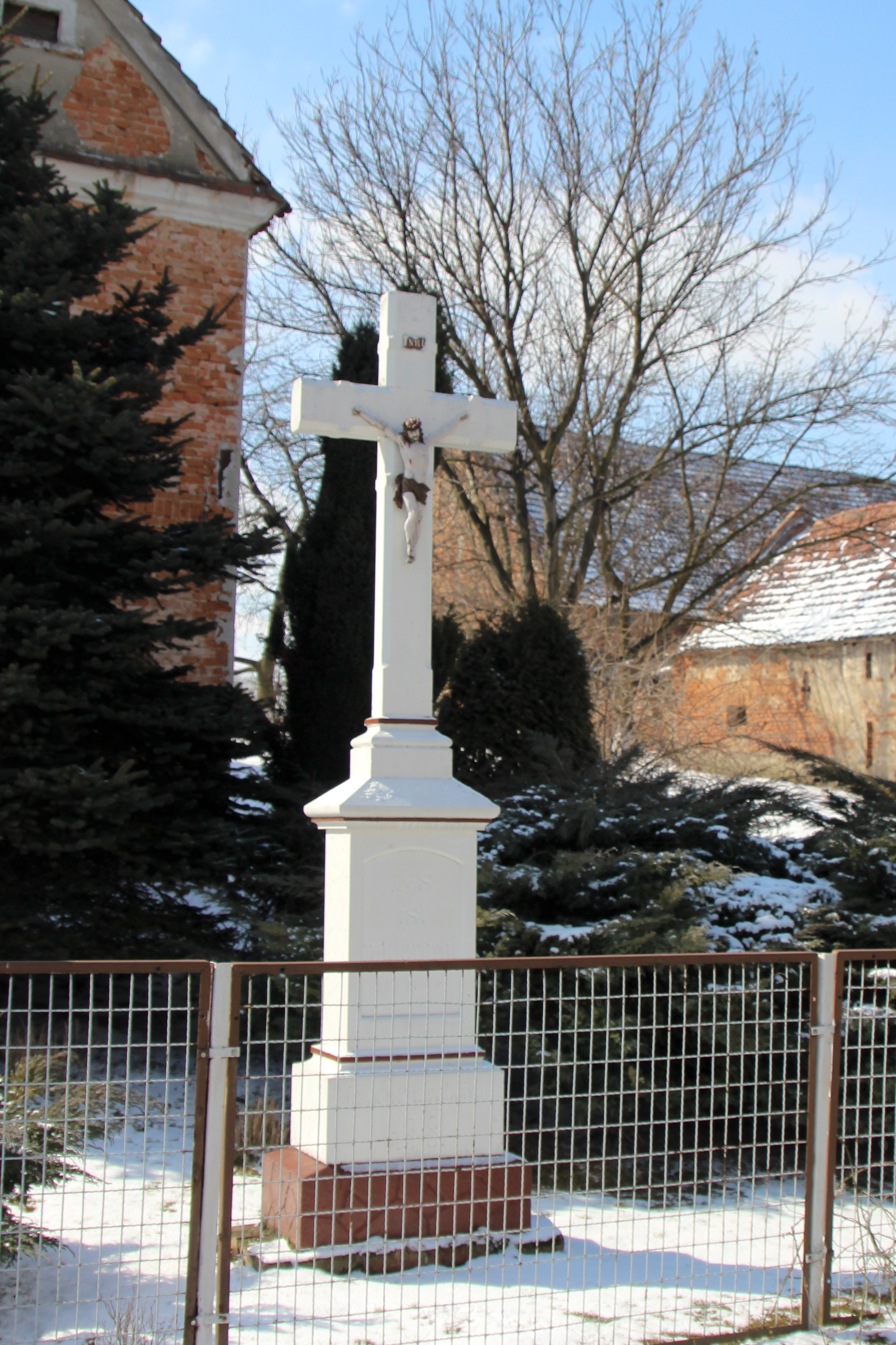
Wegekreuz

Das Dorf wurde 1284 erstmals als Cameniza erstmals urkundlich erwähnt. In der Liber fundationis episcopatus Vratislaviensis aus den Jahren 1295–1305 wird der Ort als „Sucha Kamonka“ erwähnt. 1374 erfolgte eine Erwähnung des Ortes als Durrin Kempnicz.
Nach dem Ersten Schlesischen Krieg 1742 fiel Dürr Kamitz mit dem größten Teil Schlesiens an Preußen.
Nach der Neuorganisation der Provinz Schlesien gehörte die Landgemeinde Dürr Kamitz ab 1816 zum Landkreis Neisse im Regierungsbezirk Oppeln. 1845 bestanden im Dorf eine Scholtisei und 63 weitere Häuser. Im gleichen Jahr lebten in Dürr Kamitz 392 Menschen, allesamt katholisch. 1855 lebten 374 Menschen im Ort. 1865 bestanden im Ort 20 Bauer-, 11 Gärtner- und 18 Häuslerstellen. Eingeschult und eingepfarrt war das Dorf nach Polnisch Wette. 1874 wurde der Amtsbezirk Polnisch Wette gegründet, welcher aus den Landgemeinden Dürr Kamitz, Markersdorf und Polnisch Wette und den Gutsbezirken Dürr Kamitz und Polnisch Wette bestand. Erster Amtsvorsteher war der Dr. med. Bilzer. 1885 zählte Dürr Kamitz 352 Einwohner.
1933 lebten in Dürr Kamitz 322 Menschen. Am 18. August 1936 wurde der Ort im Zuge einer Welle von Ortsumbenennungen der NS-Zeit in Dürnstein umbenannt. 1939 zählte Dürnstein 329 Menschen. Bis 1945 befand sich der Ort im Landkreis Neisse.
1945 kam Dürnstein unter polnische Verwaltung und wurde in Sucha Kamienica umbenannt. Ab 1950 gehörte es zur Woiwodschaft Oppeln und ab 1999 zum wiedergegründeten Powiat Nyski.

## Sehenswürdigkeiten
- Die römisch-katholische Maria-Rosenkranzkönigin-Kirche (poln. Kościół Matki Bożej Różańcowej) wurde 1949 erbaut.[8]
- Steinernes Wegekreuz